# 柒个我
《柒个我》，改编自韩国电视剧《Kill Me Heal Me》，是由华策影视出品，导演邓科执导，张一山、蔡文静主演的中国首部以多重人格为题材的悬疑爱情偶像剧。该剧于2017年2月16日在上海开机，同年5月30日杀青。2017年12月13日起于腾讯视频独家播出。

## 播出平台
| 频道     | 所在地   | 播映日期                     | 播出时间                         |
| 腾讯视频 | 中国大陆 | 2017年12月13日-2018年1月18日 | 每周三、周四、周五晚20时更新两集 |

## 演员表
| 演员   | 角色   | 简介 | 與《Kill Me Heal Me》對應角色 |
| 张一山 | 沈亦臻 | 本名沈远夜，28岁，沈氏集团第三代继承人，美国著名大学工商管理系的研究生，全能学霸。为人谦和有礼，但遇事懦弱永远与人保持距离。为了克服多重人格症，他“偷偷地”请医生白欣欣为他秘密治疗，渐渐对白欣欣产生好感，因小时候被火灾呛到，而忘记自己的本名。                                                           | 車道賢/車俊英                 |
| 张一山 | 崔皓月 | 沈亦臻的暴力人格，承受痛苦，最记得起小时候的记忆，最先出现、且频率最高的坏人格，用暴力解决事情。视白欣欣为自己的女人。 | 車道賢/車俊英                 |
| 张一山 | 朱长江 | 沈亦臻的自由人格，炸弹制造爱好者，喜欢马、钓鱼、喝酒，穿着和说话方式都是中老年做派。心理影射：沈亦臻小时候看的电视剧上面的西部牛仔和渴望自由的爸爸。 | 車道賢/車俊英                 |
| 张一山 | 星 星  | 7岁，喜欢一只大熊玩偶，容易害羞又忧郁，比较容易掌控的一个人格，心理投射:小时候的白欣欣 | 車道賢/車俊英                 |
| 张一山 | 莫晓娜 | 17岁，爱追星，喜欢蝴蝶结，恋爱，喜欢白向荣的人格。 | 車道賢/車俊英                 |
| 张一山 | 莫晓俊 | 17岁，晓娜的双胞胎哥哥，天才少年，画画高手，每天都抑郁到想跳楼自杀。 | 車道賢/車俊英                 |
| 张一山 | X先生  | 年龄未知，性别为男。会出现做一些莫名其妙但别人发现不了的事情，心理投射：沈亦臻小时候在地下室画的白欣欣的爸爸。 | 車道賢/車俊英                 |
| 蔡文静 | 白欣欣 | 本名叫沈亦臻，25岁，普安医院精神科主任医生，有着青春可人的外貌，聪明伶俐，然而对付精神科患者却会反转变成女汉子，力气大、笑声爽朗。她与跟神话集团第三代继承人沈亦臻因误会结识，阴差阳错地成为沈亦臻的秘密心理医生，自己身上一段隐藏的秘密也随之露出了端倪。                                                 | 吳俐珍/車道賢                 |
| 張曉謙 | 白向荣 | 白向荣是白欣欣的双胞胎哥哥，是一名没有对外界公开过长相、性别以及真实姓名的颇具神秘感的推理小说作家，与妹妹在一起时就仿佛有“双胞胎兄妹的化学反应”，经常拌嘴打闹，但却比谁都关心妹妹，名义上是保护着白欣欣的好哥哥，心里却隐藏着关于他们兄妹真实身世的不为人知的秘密，是一个有着双重反差性格魅力的人物。     | 吳俐溫                        |
| 高泰宇 | 沈栋杰 | 沈栋杰是沈亦臻的堂哥，沈式集团的继承人备选。他拥有过度的自信感，做事游刃有余。他是一个工作狂人，拥有强烈的事业心。表面上，他对待沈亦臻像平常兄弟一般，实际上，他从来不把沈亦臻放在眼中，认为他完全没能力与自己抗衡。直到某一刻，他发现了沈亦臻不再是从前懦弱的样子，他感受到了危机，开始调查他的真实面貌。 | 車奇俊                        |
| 范梦   | 苏婉妍 | 傲娇公主，真性情，利用沈亦臻 | 韓彩妍                        |
| 张双利 | 沈景洪 | 沈淳的父親 沈亦臻的爺爺 |                               |
| 王森   | 常伯谦 | 沈亦臻的助理，是其最親近之人 | 安國                          |

## 网络剧原声带
| 曲序 | 曲目                       |            | 作曲       | 编曲 | 演唱   |
| ---- | -------------------------- | ---------- | ---------- | ---- | ------ |
| 1.   | 柒个我（片头曲）           |            | 刘沙       |      |        |
| 2.   | You are all I have（插曲） | 熙弦       | 刘沙       | 纪元 | 张恋歌 |
| 3.   | I'm chasing you（插曲）    | 高颖       | 高颖       |      | 蔡文静 |
| 4.   | 天生一对（插曲）           | 高颖、林铭 | 程池、高颖 |      | 高颖   |
| 5.   | 枷锁（片尾曲）             | 高颖       | 程池、高颖 |      | 高颖   |